# Javier Colina

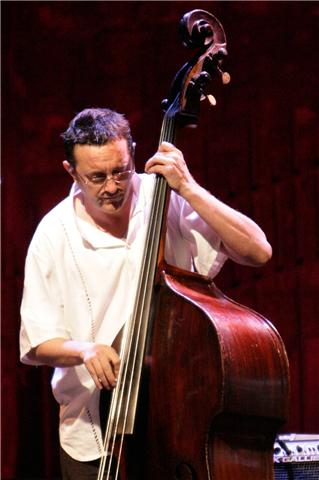
Javier Colina (2009 oder früher)

Javier Colina (* 31. Oktober 1960 in Pamplona) ist ein spanischer Kontrabassist, der im Bereich des Jazz und der Weltmusik, insbesondere im Flamenco nuevo, tätig ist. AllMusic zufolge gilt er als einer der besten Bassisten Spaniens.

## Leben und Wirken
Colina lernte zunächst Klavier und Akkordeon und beschäftigte sich mit der Gitarre, bevor er sich als Autodidakt dem Kontrabass zuwendete. Er spielte Mitte der 1980er Jahre zunächst Jazz im Trio mit Perico Sambeat und Jorge Rossy; mit Huecha nahm er das Album Ciudad (1988) auf. In den frühen 1990er Jahren bildete er, gemeinsam mit dem Schlagzeuger Guillermo McGill, das Trio des Pianisten Chano Domínguez, das sich dem Flamenco Jazz zuwendete und auf vielen Festivals auftrat. Weiter arbeitete er mit Jazzmusikern wie George Cables, Hank Jones, Barry Harris, John Hicks, Louie Bellson, Gary Bartz, Jimmy Owens, Frank Lacy, Idris Muhammad, George Benson, Dizzy Gillespie, Chucho Valdés, Jerry González oder Jorge Pardo; mit dem katalanischen Pianisten Tete Montoliu nahm er 1999 ein Duo-Album auf. Daneben arbeitete er mit Flamenco-Musikern wie Tomatito, Agustín Carbonell „El Bola“ (* 1967 in Madrid),  Pepe Habichuela, Diego El Cigala und Enrique Morente. Auch begleitete er kubanische Musiker wie Compay Segundo, Pancho Amat oder Bebo Valdés, mit dem er zwei Alben einspielte. Weiterhin arbeitete er mit Nono García, Giovanni Hidalgo, Pat Metheny, Michel Camilo, Radio Tarifa und Toumani Diabaté zusammen. Er hat zahlreiche Auszeichnungen in Anerkennung seiner Arbeit gewonnen. Auf seinem Debütalbum Si te contara fusionierte er Jazz mit kubanischen Klängen. Mit dem Colina Miralta Sambeat CMS Trio hat er mehrere Alben mit großem Erfolg veröffentlicht, zuletzt Danza Guaná (2015). Im Jahr 2009 veröffentlichte er ein Album mit dem Harmonika-Spieler Antonio Serrano. Mit seinem Trio (mit Albert Sanz) begleitete er die katalanische Sängerin Sílvia Pérez Cruz auf dem Album En la imaginación (2011). 2016 arbeitete er mit dem Flamenco-Gitarristen Josemi Carmona sowie Jose Manuel Ruiz Motos „El Bandolero“ für das preisgekrönte Album De Cerca zusammen. Weitere Produktionen, etwa mit Pepe Rivero (El Pañuelo de Pepa 2019), folgten.

## Diskographische Hinweise
- 1997 – Si te contara, mit Pancho Amat (tres cubano), Perico Sambeat (sax), Emilito del Monte (timbales), Joaquín Oliveros (fl), Julito Padrón (tp), Gilberto Noriega „Totó“ (perc), Dayron Ortega (g), William Borrego (voc), Juan Cortés „Duquende“ (voc), Santiago Auserón (voc), Osdalgia (voc), Arístides Soto „Tata Güines“ (perc), José Luis Quintana „Changuito“ (timbales)
- 2009 – Javier Colina – Antonio Serrano: Colina Serrano Project, mit Ivan „Melon“ Lewis, Guillermo McGill sowie Mariano Díaz, Silvia Pérez Cruz, Agustin Carbonell „El Bola“ und Dani „Melon“
- 2017 – Jazz a l'Estudi, mit Miralta, Albert Bover und Martí Serra
- 2018 – Chano & Colina, mit Chano Domínguez
- 2020 – CMS Trío (Colina / Miralta / Sambeat) – 15 Años